# مرحله پلی آف مقدماتی یورو ۲۰۲۴
مرحله پلی آف مسابقات مقدماتی جام ملت های اروپا ۲۰۲۴ ، به مجموعه ای از بازی ها اطلاق میشود که بر اساس آنها میبایست سه تیم آخری که به تورنمنت نهایی یورو ۲۰۲۴ در آلمان راه یافته می یابند را مشخص می کرد. دوازده تیم برای شرکت در پلی-آف بر اساس عملکردشان در لیگ ملت های اروپا ۲۰۲۲-۲۳ انتخاب شدند. این تیم ها به سه مسیر تقسیم شدند. هر کدام چهار تیم را شامل میشد که در هر مسیر پلی آف دو مرحله نیمه نهایی تک بازی و یک فینال تک بازی برگزار شد. سه تیم برنده در هر مسیر پلی آف، به آلمانِ میزبان و بیست تیم دیگری که پیشتر به مسابقات یورو 2024 راه یافته بودند، پیوستند.

## قالب
برای مسابقات پلی-آف، دوازده تیم بر اساس عملکردشان در لیگ ملت‌های اروپا ۲۰۲۲-۲۳ انتخاب شدند. این تیم ها به سه مسیر چهار تیمی تقسیم شدند. از هر مسیر تنها یک تیم برنده به مسابقات نهایی راه می یافت.
قالب این دوره از مسابقات شبیه به پلی آف مقدماتی یورو ۲۰۲۰ بود. با این حال، با توجه به وجود یک مکان کمتر مقدماتی (زیرا هیچ میزبانی به‌طور خودکار برای یورو ۲۰۲۰ واجد شرایط نبود)، و لیگ ملت‌های اروپا  از فصل ۲۰۱۸-۲۰۱۹ بازسازی شد، پلی‌آف اکنون تنها دارای سه مسیر است که اکنون کاهش یافته است و مسیر D به همین دلیل کاربرد خود را از دست داد. و حذف شد.

### انتخاب تیم
بر اساس رده‌بندی لیگ ملت‌های اروپا ، دوازده تیم منتخب به شرح زیر انتخاب شدند. گزینش این دوازده تیم از لیگ C آغاز و تا لیگ A ادامه یافتند:
1. همه برندگان گروه موجود انتخاب شدند.
2. اگر یک برنده گروه مستقیماً از طریق مرحله گروهی مقدماتی یورو ۲۰۲۴ راه یافته بود، تیم بعدی از همان لیگ که به‌طور مستقیم هم راه یابی نشده بود، جایگزین می شد.
3. اگر کمتر از چهار تیم از یک لیگ معین نتوانستند واجد شرایط شوند، آنگاه جایگاه های باقیمانده برای آن لیگ به شرح زیر تخصیص می یابد:
  1. بهترین رده بندی برنده گروه لیگ D انتخاب می شود مگر اینکه این تیم مستقیماً واجد شرایط شده باشد.
  2. هر جایگاه باقیمانده بر اساس رتبه بندی کلی لیگ ملت ها تخصیص داده می شود:
    - اگر لیگ یک برنده گروه برای پلی آف انتخاب می کرد، بهترین تیم بعدی در رده بندی کلی از یک لیگ پایین تر انتخاب می شد.
    - اگر لیگ هیچ برنده گروهی در دسترس نداشت، بهترین تیم در رده بندی کلی انتخاب می شد.

### تشکیل مسیر
در نهایت، دوازده تیم برگزیده ی پلی-آف ،به مسیرهای چهار تیمی تقسیم شدند. قرعه کشی برای تخصیص تیم ها به مسیرهای مختلف شامل شرایط کلی زیر بود:
- اگر چهار یا چند تیم از یک لیگ وارد مرحله پلی آف می شدند، باید مسیری با چهار تیم از لیگ مورد نظر تشکیل می شد.
- قهرمانان گروه B و C نتوانستند با تیمی از یک لیگ بالاتر مسیری را ایجاد کنند.
- مشروط به تایید کمیته اجرایی یوفا، شرایط اضافی، از جمله اصول کاشت، می تواند اعمال شود.

روند کلی قرعه کشی به این صورت بود که تیم ها از لیگ C آغاز شده و تا لیگ A ادامه یافت:
- اگر در یک لیگ معین چهار تیم موجود بود، با این چهار تیم مسیری را ایجاد کنید.
- اگر در یک لیگ بیش از چهار تیم موجود بود، قرعه کشی کنید که کدام چهار تیم در مسیر لیگ شرکت می کنند.
  - همه تیم های باقی مانده به مسیری از لیگ بالاتر کشیده شدند.
- اگر در یک لیگ معین کمتر از چهار تیم موجود بود، تیم های موجود و واجد شرایط را از لیگ های دیگر قرعه کشی کنید تا چهار تیم مسیر لیگ معین را تشکیل دهند.

### زوج ها و قوانین را مطابقت دهید
در هر مسیر پلی آف، دو مرحله نیمه نهایی تک بازی و یک فینال تک بازی بود که در مارس ۲۰۲۴ برگزار شدند. در مرحله نیمه نهایی هر مسیر بر اساس رده بندی لیگ ملت ها، تیمی که رتبه بهتری داشت، میزبان تیم چهارم آن مسیر و تیم های رده دومی میزبان تیم های رده سوم بودند. همچنین میزبان هر فینال با تساوی بین دو زوج نیمه نهایی مشخص شد.
بازی های پلی-آف بر اساس بازی های  تک بازی و حذفی انجام شدند. اگر نتیجه بازی در پایان وقت عادی ازی برابر بود، ۳۰ دقیقه وقت اضافه برای بازی در نظر گرفته می شد و در صورت مساوی ماندن بازی، ضربات پنالتی انجام می شد .

## تیم های انتخاب شده
فرایند انتخاب دوازده تیم حاضر در پلی-آف، با استفاده از مجموعه‌ای از معیارها از جمله رده بندی را که بر اساس رده‌بندی کلی لیگ ملت‌ها در پلی آف رقابت می‌کنند، مشخص می کرد.

| Rank | Team     |
| ---- | -------- |
| 1 GW | اسپانیا  |
| 2 GW | کرواسی   |
| 3 GW | ایتالیا  |
| 4 GW | هلند     |
| 5    | دانمارک  |
| 6    | پرتغال   |
| 7    | بلژیک    |
| 8    | مجارستان |
| 9    | سوئیس    |
| 10   | آلمان    |
| 11   | لهستان   |
| 12   | فرانسه   |
| 13   | اتریش    |
| 14   | چک       |
| 15   | انگلستان |
| 16   | ولز      |

| Rank  | Team            |
| ----- | --------------- |
| 17 GW | اسرائیل         |
| 18 GW | بوسنی و هرزگوین |
| 19 GW | صربستان         |
| 20 GW | اسکاتلند        |
| 21    | فنلاند          |
| 22    | اوکراین         |
| 23    | ایسلند          |
| 24    | نروژ            |
| 25    | اسلوونی         |
| 26    | جمهوری ایرلند   |
| 27    | آلبانی          |
| 28    | مونته‌نگرو       |
| 29    | رومانی          |
| 30    | سوئد            |
| 31    | ارمنستان        |
| 32    | روسیه           |

| Rank  | Team          |
| ----- | ------------- |
| 33 GW | گرجستان       |
| 34 GW | یونان         |
| 35 GW | ترکیه         |
| 36 GW | قزاقستان      |
| 37    | لوکزامبورگ    |
| 38    | آذربایجان     |
| 39    | کوزوو         |
| 40    | بلغارستان     |
| 41    | جزایر فارو    |
| 42    | مقدونیه شمالی |
| 43    | اسلواکی       |
| 44    | ایرلند شمالی  |
| 45    | قبرس          |
| 46    | بلاروس        |
| 47    | لیتوانی       |
| 48    | جبل طارق      |

| Rank  | Team        |
| ----- | ----------- |
| 49 BD | استونی      |
| 50    | لتونی       |
| 51    | مولدووا     |
| 52    | مالت        |
| 53    | آندورا      |
| 54    | سان مارینو  |
| 55    | لیختن‌اشتاین |

راهنما
- برنده گروه GW از لیگ ملت های A، B یا C
- BD برنده بهترین گروه از لیگ ملت‌ها D
- این تیم با حروف برجسته به پلی-آف راه یافت
- تیم به‌طور مستقیم به مسابقات نهایی راه یافت
- میزبان یوفا یورو 2024، به‌طور خودکار واجد شرایط است
- محرومیت از مسابقات مقدماتی

## قرعه کشی
در نهایت قرعه کشی تیم ها برای بازی در مرحله پلی آف مقدماتی یورو 2024،  در روز 23 نوامبر 2023، ساعت 12:00 CET در مقر یوفا که در شهر نیون کشور سوئیس است برگزار شد. این قرعه کشی از قوانین تشکیل مسیر پیروی می کرد تا پس از انجام این بازی ها، مسیرهایی که برندگان غیر گروهی در آن شرکت می کنند مشخص شوند. همچنین سه قرعه کشی جداگانه که میزبان فینال پلی آف هر مسیر را تعیین می کرد نیز بین برندگان زوج های نیمه نهایی (که به عنوان نیمه نهایی 1 برای رتبه 1 در 4 و نیمه نهایی 2 برای رتبه دوم 2 در 3 مشخص شده است) انجام شد.
با توجه به خاص بودن قرعه کشی، روش دقیق تنها پس از پایان مرحله گروهی مقدماتی نهایی میسر می شد. هیچ محدودیتی برای قرعه کشی اعمال نشد، زیرا هیچ‌یک از درگیری هایی که یوفا به دلایل سیاسی ممنوع کرده بود، در این قرعه کشی ها دخیل نبودند.  بر همین اساس دوازده تیمی که در نهایت توانستند به مرحله پلی آف راه یابند، سه مسیر پلی آف با رعایت قوانین تشکیل مسیر را تشکیل دادند که از لیگ C شروع و تا لیگ A ادامه یافت:
- از آنجایی که چهار تیم از لیگ C حضور داشتند (سه تیم برنده گروه و یک برنده غیر گروه)، همگی در مسیر C قرار گرفتند.
- از آنجایی که پنج تیم از لیگ B (دو برنده گروه و سه برنده غیر گروه) وجود داشت، دو برنده گروه در مسیر B قرار گرفتند، در حالی که با قرعه کشی مشخص شد که کدام دو از سه برنده غیر گروهی نیز در مسیر B قرار می گیرند.
- از آنجایی که دو تیم از لیگ A (هر دو برنده غیر گروهی) حضور داشتند، هر دو در مسیر A قرار گرفتند، همراه با بهترین رتبه برنده گروه لیگ D. برنده غیر گروهی باقی مانده از لیگ B که به مسیر B کشیده نشده بود، در مسیر A قرار گرفت.

سه برنده که از مسیر غیر گروهی زیر از لیگ B (به ترتیب رتبه بندی در آخرین لیگ ملت های اروپا) در قرعه کشی شرکت کردند که دو نفر در مسیر B قرار گرفتند و تیم باقی مانده هم به مسیر A منتقل شد :
- فنلاند (21)
- اوکراین (22)
- ایسلند (23)

دو تیمی که در مسیر B قرار گرفتند، پس از رده‌بندی لیگ ملت‌ها، در جایگاه‌های B3 و B4 را قرار گرفتند ، در حالی که تیمی که در مسیر A قرار گرفت، به جایگاه A3 را منتقل شد .
ترکیب مسیرهای پلی آف به شرح زیر بود:
| رتبه | تیم    |
| ---- | ------ |
| 11   | لهستان |
| 16   | ولز    |
| 21   | فنلاند |
| 49   | استونی |

| رتبه | تیم             |
| ---- | --------------- |
| 17   | اسرائیل         |
| 18   | بوسنی و هرزگوین |
| 22   | اوکراین         |
| 23   | ایسلند          |

| رتبه | تیم        |
| ---- | ---------- |
| 33   | گرجستان    |
| 34   | یونان      |
| 36   | قزاقستان   |
| 37   | لوکزامبورگ |

در مرحله نیمه نهایی پلی-آف هر مسیر، تیم نخست میزبان تیم چهارم و تیم های رده دوم میزبان تیم های رده سوم بود.
برندگان مرحله نیمه نهایی که در زیر از آنها یاد میشود، برای میزبانی فینال پلی آف قرعه کشی شدند:
- مسیر A: برنده نیمه نهایی 2 (ولز - فنلاند)
- مسیر B: برنده نیمه نهایی 2 (بوسنی و هرزگوین - اوکراین)
- مسیر C: برنده نیمه نهایی 1 (گرجستان - لوکزامبورگ)

## برنامه
مسابقات مرحله نیمه نهایی پلی-آف در 21 مارس برگزار شد. مسابقات نهایی نیز پنج روز بعد یعنی در 26 مارس 2024 برگزار شدند. بازنده‌های نیمه نهایی در هر مسیر همچنان در یک بازی دوستانه در روز فینال به میزبانی تیمی که برای برگزاری فینال پلی‌آف قرعه‌کشی شده بود، به رقابت پرداختند. تنها بازی انجام نشده در این مرحله، بازی دوستانه بین بوسنی و هرزگوین و اسرائیل بود که توسط فدراسیون‌ها و یوفا در پی دلایل امنیتی مربوط به درگیری اسرائیل و حماس لغو و برگزار نشد.
ساعت بازی ها بر اساسCET ( UTC+1 ) هستند، همان‌طور که یوفا فهرست کرده است (زمان‌های محلی داخل پرانتز هستند).

## مسیر A

### جدول بندی
|  | نیمه نهایی            | نیمه نهایی |                       |       | نهایی | نهایی |
|  |                       |            |                       |       |       |       |
|  | ۲۱ مارس ۲۰۲۴ – کاردیف |            |                       |       |       |       |
|  |                       |            |                       |       |       |       |
|  | ولز                   | ۴          |                       |       |       |       |
|  | ولز                   | ۴          | ۲۶ مارس ۲۰۲۴ – کاردیف |       |       |       |
|  | فنلاند                | 1          |                       |       |       |       |
|  | فنلاند                | 1          | ولز                   | ۰ (۴) |       |       |
|  | 21 مارس ۲۰۲۴ – ورشو   |            | ولز                   | ۰ (۴) |       |       |
|  |                       | لهستان (پ) | ۰ (۵)                 |       |       |       |
|  | لهستان                | لهستان (پ) | ۰ (۵)                 | ۵     |       |       |
|  | لهستان                |            |                       | ۵     |       |       |
|  | استونی                | ۱          |                       |       |       |       |
|  | استونی                | ۱          |                       |       |       |       |

### نیمه نهایی
| لهستان                                                                              | ۵–۱   | استونی      |
| ----------------------------------------------------------------------------------- | ----- | ----------- |
| - فرانکوسکی ۲۲' - ژیلینسکی ۵۰' - پیوتروفسکی ۷۰' - متس ۷۴' (گل‌به‌خودی) - شیمانسکی ۷۶' | گزارش | - وتکال ۷۸' |

| ولز                                              | ۴–۱   | فنلاند     |
| ------------------------------------------------ | ----- | ---------- |
| - بروکس ۳' - ویلیامز ۳۸' - جانسون ۴۷' - جیمز ۸۶' | گزارش | - پوکی ۴۵' |

### نهایی
| ولز                                             | ۰–۰ (و.ا.) | لهستان                                                 |
| ----------------------------------------------- | ---------- | ------------------------------------------------------ |
|                                                 | گزارش      |                                                        |
| ضربات پنالتی                                    |            |                                                        |
| - بن دیویس - مور - ویلسون - ویلیامز - دنیل جیمز | ۴–۵        | - لواندوفسکی - شیمانسکی - فرانکوسکی - زالفسکی - پیونتک |

## مسیر B
برنده مسیر B اوکراین در مسابقات نهایی وارد گروه E شد.

### جدول بندی
|  | نیمه نهایی              | نیمه نهایی |                      |   | نهایی | نهایی |
|  |                         |            |                      |   |       |       |
|  | ۲۱ مارس ۲۰۲۴ – زنیتسا   |            |                      |   |       |       |
|  |                         |            |                      |   |       |       |
|  | بوسنی و هرزگوین         | 1          |                      |   |       |       |
|  | بوسنی و هرزگوین         | 1          | 26 March 2024 – ورشو |   |       |       |
|  | اوکراین                 | 2          |                      |   |       |       |
|  | اوکراین                 | 2          | اوکراین              | 2 |       |       |
|  | 21 March 2024 – بوداپست |            | اوکراین              | 2 |       |       |
|  |                         | ایسلند     | 1                    |   |       |       |
|  | اسرائیل                 | ایسلند     | 1                    | 1 |       |       |
|  | اسرائیل                 |            |                      | 1 |       |       |
|  | ایسلند                  | 4          |                      |   |       |       |
|  | ایسلند                  | 4          |                      |   |       |       |

### نیمه نهایی
| اسرائیل              | ۱–۴   | ایسلند                                           |
| -------------------- | ----- | ------------------------------------------------ |
| - زهاوی ۳۱' (پنالتی) | گزارش | - آلبرت گودموندسون ۳۹'، ۸۳'، ۸۷' - تریستاسون ۴۲' |

| بوسنی و هرزگوین           | ۱–۲   | اوکراین                    |
| ------------------------- | ----- | -------------------------- |
| - ماتوینکو ۵۶' (گل‌به‌خودی) | گزارش | - یارمچوک ۸۵' - دووبیک ۸۸' |

### نهایی
| اوکراین                     | ۲–۱   | ایسلند                 |
| --------------------------- | ----- | ---------------------- |
| - سیگانکوف ۵۴' - مودریک ۸۴' | گزارش | - آلبرت گودموندسون ۳۰' |

## مسیر C

### جدول بندی
|  | نیمه نهایی            | نیمه نهایی |                       |       | نهایی | نهایی |
|  |                       |            |                       |       |       |       |
|  | 21 March 2024 – تفلیس |            |                       |       |       |       |
|  |                       |            |                       |       |       |       |
|  | گرجستان               | ۲          |                       |       |       |       |
|  | گرجستان               | ۲          | 26 March 2024 – تفلیس |       |       |       |
|  | لوکزامبورگ            | ۰          |                       |       |       |       |
|  | لوکزامبورگ            | ۰          | گرجستان (پ)           | ۰ (۴) |       |       |
|  | 21 March 2024 – آتن   |            | گرجستان (پ)           | ۰ (۴) |       |       |
|  |                       | یونان      | ۰ (۲)                 |       |       |       |
|  | یونان                 | یونان      | ۰ (۲)                 | ۵     |       |       |
|  | یونان                 |            |                       | ۵     |       |       |
|  | قزاقستان              | ۰          |                       |       |       |       |
|  | قزاقستان              | ۰          |                       |       |       |       |

### نیمه نهایی
| گرجستان               | ۲–۰   | لوکزامبورگ |
| --------------------- | ----- | ---------- |
| - زیوزیوادزه ۴۰'، ۶۳' | گزارش |            |

| یونان                                                                                       | ۵–۰   | قزاقستان |
| ------------------------------------------------------------------------------------------- | ----- | -------- |
| - باکاستاس ۹' (پنالتی) - پلکاس ۱۵' - Ioannidis ۳۷' - Kourbelis ۴۰' - تاپالوف ۸۵' (گل‌به‌خودی) | گزارش |          |

### نهایی
| گرجستان                                                      | ۰–۰ (و.ا.) | یونان                                          |
| ------------------------------------------------------------ | ---------- | ---------------------------------------------- |
|                                                              | گزارش      |                                                |
| ضربات پنالتی                                                 |            |                                                |
| - کوچوراشویلی - داویتاشویلی - میکاوتادزه - دوالی - کوکوسکیری | ۴–۲        | - باکاستاس - ماسوراس - بوکالاکیس - Giakoumakis |

## گلزنان
در مجموع ۹ بازی، ۲۹ گل زده شد. میانگین ۳٫۲۲ گل در هر بازی.
۴ گل
```
   
 
آلبرت گودموندسون
```

۲ گل
```
   
 
بودو زیوزیوادزه
```

۱ گل
```
   
 
مارتین وتکال

   
 
تمو پوکی

   
 
آناستازیوس باکاستاس

   
 Fotis Ioannidis 
   
 Dimitrios Kourbelis
   
 
دیمیتریس پلکاس

   
 
آرنور اینگوی تریستاسون

   
 
اران زهاوی

   
 
پرژمیسلاو فرانکوسکی

   
 
یاکوب پیوتروفسکی

   
 
سباستین شیمانسکی

   
 
پیوتر ژیلینسکی

   
 
آرتم دووبیک

   
 
میخایلو مودریک

   
 
ویکتور سیگانکوف

   
 
رومن یارمچوک

   
 
دیوید بروکس

   
 
دنیل جیمز

   
 
برنان جانسون

   
 
نکو ویلیامز
```

۱ گل به خودی
```
  
 
کارول متس
 (در برابر لهستان )
  
 
یرکین تاپالوف
 (در برابر یونان ) 
  
 
مایکولا ماتوینکو
 (در برابر بوسنی و هرزگوین )
```

## محرومیت
بازیکنان در صورت دریافت کارت های زرد و قرمز به شکل زیر از بازی بعدی محروم میشوند:
- دریافت کارت قرمز (تعلیق کارت قرمز ممکن است برای تخلفات جدی تمدید شود)
- از مرحله گروهی مقدماتی، دریافت سه کارت زرد در سه بازی مختلف و همچنین بعد از پنجمین و هر کارت زرد بعدی (تعلیق کارت زرد به مرحله پلی آف منتقل شد، اما نه به فینال یا هر بازی بین المللی آینده)

کارت زرد های دریافت شده که به حد نصاب نرسیده و منجر به محرومیت نشد با اتمام مرحله گروهی مقدماتی منقضی شد و به مرحله پلی آف منتقل نشد.
بازیکنان زیر با توجه به قوانین بالا با محرومیت های زیر در مرحله پلی آف مقدماتی مواجه شدند:
| تیم             | بازیکن            | کارت دریافتی | Suspended for match(es)                                                                                 |
| --------------- | ----------------- | --- | --- |
| بوسنی و هرزگوین | Renato Gojković   | in گروه J در برابر اسلواکی (۱۹ نوامبر ۲۰۲۳)                                                                                          | نیمه نهایی در برابر اوکراین (۲۱ مارس ۲۰۲۴)                                                              |
| استونی          | ماکسیم پاسکوتشی   | in نیمه نهایی vs لهستان (۲۱ مارس ۲۰۲۴)                                                                                               | Potential در صورت صعود به نهایی در برابر فنلاند یا ولز (۲۶ مارس ۲۰۲۴)                                   |
| گرجستان         | خویچا کواراتسخلیا | در گروه A در برابر اسپانیا (۸ سپتامبر ۲۰۲۳) در گروه A در برابر اسکاتلند (۱۶ نوامبر ۲۰۲۳) در گروه A در برابر اسپانیا (۱۹ نوامبر ۲۰۲۳) | نیمه نهایی در برابر لوکزامبورگ (۲۱ مارس ۲۰۲۴)                                                           |
| گرجستان         | گیورگی لوریا      | در نهایی دربرابر یونان (۲۶ مارس ۲۰۲۴)                                                                                                | Group F (رویداد اصلی) در برابر ترکیه (matchday 1; ۱۸ ژوئن ۲۰۲۴)                                         |
| اسرائیل         | روی ریوایوو       | در نیمه نهایی در برابر ایسلند (۲۱ مارس ۲۰۲۴)                                                                                         | پتانسیل محرومیت در نهایی در برابر بوسنی و هرزگوین یا اوکراین (۲۶ مارس ۲۰۲۴)                             |
| قزاقستان        | Nuraly Alip       | in گروه H vs ایرلند شمالی (۱۹ ژوئن ۲۰۲۳) در گروه H در برابر دانمارک (۱۴ اکتبر ۲۰۲۳) در گروه H در برابر اسلوونی (۲۰ نوامبر ۲۰۲۳)      | نیمه نهایی در برابر یونان (۲۱ مارس ۲۰۲۴)                                                                |
| لوکزامبورگ      | Danel Sinani      | در گروه J vs لیختن اشتاین (۱۹ نوامبر ۲۰۲۳)                                                                                           | نیمه نهایی در برابر گرجستان (۲۱ مارس ۲۰۲۴) پتانسیل محرومیت در نهایی vs یونان یا قزاقستان (۲۶ مارس ۲۰۲۴) |
| لوکزامبورگ      | ماکسیم چانوت      | در نیمه نهایی در برابر گرجستان (۲۱ مارس ۲۰۲۴)                                                                                        | پتانسیل محرومیت در نهایی در برابر یونان یا قزاقستان (۲۶ مارس ۲۰۲۴)                                      |

## یادداشت
1. ↑  این محدودیت برای تیم های زیر اعمال می‌شود: ارمنستان–جمهوری آذربایجان, بلاروس–اوکراین, جبل الطارق–اسپانیا, کوزوو–بوسنی و هرزگوین, کوزوو–صربستان.
2. ↑  به دلیل جنگ اسرائیل و حماس, اسرائیل ملزم شد تا بازی های خانگی خود را تا اطلاع ثانوی در مکان های بی طرف برگزار کند.[۱۶]
3. ↑  به دلیل  حمله روسیه به اوکراین, اوکراین باید تا اطلاع ثانوی مسابقات خانگی خود را در مکان های بی طرف برگزار کند.[۱۷]
4. 1 2 3 4  با حذف تیم، محرومیت خارج از مسابقات اجرا شد.

## لینک های خارجی
- یوفا یورو 2024 ، UEFA.com
- مقدماتی اروپا ، UEFA.com